# Bere Alston
Bere Alston är en ort i Storbritannien.   Den ligger i grevskapet Devon och riksdelen England, i den södra delen av landet, 300 km väster om huvudstaden London. Bere Alston ligger 139 meter över havet och antalet invånare är 2 267.
Terrängen runt Bere Alston är huvudsakligen platt, men åt nordväst är den kuperad.Runt Bere Alston är det mycket tätbefolkat, med 1 177 invånare per kvadratkilometer. Närmaste större samhälle är Plymouth, 12,7 km söder om Bere Alston. Trakten runt Bere Alston består i huvudsak av gräsmarker.